# 湯姆·克蘭西電子遊戲列表
1996年湯姆·克蘭西（Tom Clancy）共同創辦了遊戲開發商Red Storm Entertainment，此後Red Storm發行了一些冠以他名字的成功遊戲。之後育碧收購了Red Storm，并繼續沿用克蘭西的名字，但克蘭西是否或多大程度參與這些遊戲的創作未知。

## 獨立遊戲
- 獵殺紅色十月號（1987）：零散改編自同名小說的潛艇模擬遊戲。由Grandslam Entertainment为IBM PC、Commodore 64和Amiga制作。
- 赤色风暴 (游戏)（1988）：零散改編自同名小說的潛艇模擬遊戲。由MicroProse为IBM PC、Commodore 64和Amiga制作。
- 獵殺紅色十月號（1990）：零散改編自同名電影。由Grandslam Entertainment為Amiga、Amstrad CPC、雅達利ST、Commodore 64、DOS和ZX Spectrum制作。
- 獵殺紅色十月號（1990）：零散改編自同名電影。制作于NES、Game Boy、超级任天堂。
- SSN（1996）：改编自同名小说的潜艇模拟游戏。由Simon & Schuster为IBM PC制作。
- ruthless.com（1998）：由Red Storm Entertainment制作，零散改编自同名书籍的战略游戏。
- Shadow Watch（2000）：回合制战略游戏，改编自Power Play同名小说[1]。
- 惊天核网（2002）：第一人称策略射击游戏，类似彩虹六号，但采用幽灵行动引擎。剧情改编自同名电影。育碧为IBM PC和GameCube制作。
- 攻坚特勤（2019）：战略游戏，包含了汤姆·克兰西系列游戏中多名角色。为Android和iOS平台的智能手机游戏。

## 彩虹六号
彩虹六号系列是改编自同名小说的分队制第一人称射击游戏，通常设定于封闭的城市环境。
- 彩虹六号（1998）
- Tom Clancy's Rainbow Six: Eagle Watch（1999）
- Tom Clancy's Rainbow Six: Rogue Spear（1999）
- Tom Clancy's Rainbow Six: Urban Operations（2000）
- Tom Clancy's Rainbow Six: Covert Operations Essentials（2000）
- Tom Clancy's Rainbow Six: Take-Down – Missions in Korea（2001）
- Tom Clancy's Rainbow Six: Black Thorn（2001）
- Tom Clancy's Rainbow Six: Lone Wolf（2002）
- Tom Clancy's Rainbow Six 3: Raven Shield（2003）
- Tom Clancy's Rainbow Six 3: Black Arrow（2004）
- Tom Clancy's Rainbow Six 3: Athena Sword（2004）
- Tom Clancy's Rainbow Six 3: Iron Wrath（2005）
- Tom Clancy's Rainbow Six: Lockdown（2005）
- Tom Clancy's Rainbow Six: Critical Hour（2006）
- 虹彩六號：拉斯维加斯（2006）
- 虹彩六號：拉斯维加斯2（2008）
- Tom Clancy's Rainbow Six: Shadow Vanguard（2011）
- 虹彩六號：圍攻行動（2015）
- 虹彩六號：撤離禁區（2022）
- 虹彩六號：Mobile（TBA）

## 火線獵殺
火線獵殺系列主要由分队制第一和第三人称射击游戏组成。和彩虹六号不同，本系列主要设定于广阔开放的环境，所涉及的情节也多为特种部队深入敌后而非特警队反恐。
- 幽靈行動（2001）
- 幽靈行動：荒漠危城（2003）
- 幽靈行動：古巴風雲（2003）
- 幽靈行動：叢林風暴（2004）
- 幽靈行動2（2004）
- 幽靈行動2：絕頂衝擊（2005）
- 火線獵殺：先進戰士（2006）
- 火線獵殺：先進戰士2（2007）
- 幽靈行動 Predator（2010）
- Tom Clancy's Ghost Recon（2010）
- 火線獵殺：暗影戰爭（2011）
- 火線獵殺：未來戰士（2012）[2]
- 火线猎杀：魅影（2014）
- 火線獵殺：野境（2017）
- 火線獵殺：絕境（2019）
- 火線獵殺：火線（TBA）

## 细胞分裂
细胞分裂系列由第三人称潜行类游戏组成，后来改编为多名作家执笔的小说，这些作家皆化名大卫·米歇尔。
- 细胞分裂 (游戏)（2002）
- 縱橫諜海：潘朵拉計劃（2004）
- 縱橫諜海：混沌理論（2005）
- 細胞分裂：間諜本色（2006）
- 细胞分裂：双重间谍（2006）
- 縱橫諜海：斷罪（2010）
- 縱橫諜海：黑名單（2013）
- 縱橫諜海：重製版（TBA）

## 末日之战
末日之战系列设定于假象的2020年第三次世界大戰。
- 汤姆·克兰西：末日之战（2008）
- 汤姆·克兰西：末日之战Online（2014，已終止營運）

## 鹰击长空
鹰击长空系列是空战游戏，基本上与幽灵行动系列设定在同一世界，两方人物互相都有串场。
- 鹰击长空（2009）
- 鹰击长空2（2010）

## 全境封鎖
- 湯姆克蘭西：全境封鎖（2016）
- 湯姆克蘭西：全境封鎖2（2019）

## 扩展阅读
- 游戏业的传奇名字 属于汤姆·克兰西的故事 （页面存档备份，存于）